# Imants Bodnieks
Imant Džemsovič Bodnieks (in russo Имант Джемсович Бодниекс?; Riga, 20 maggio 1941) è un ex pistard lettone, fino al 1991 sovietico.

## Palmarès

### Olimpiadi
- 1 medaglia:
  - 1 argento (Tokyo 1964 nel tandem[1])